# Fuyan Zhen
Fuyan Zhen (kinesiska: 富岩, 富岩镇) är en köping i Kina. Den ligger i provinsen Yunnan, i den sydvästra delen av landet, omkring 450 kilometer sydväst om provinshuvudstaden Kunming.
Genomsnittlig årsnederbörd är 1 663 millimeter. Den regnigaste månaden är juli, med i genomsnitt 422 mm nederbörd, och den torraste är februari, med 3 mm nederbörd.